# Olaf Thon
Olaf Thon (Gelsenkirchen, 1 de maio de 1966) é um ex-futebolista e treinador de futebol alemão que atuava como meio-campista.

## Carreira
Em 19 anos como profissional, Thon jogou em apenas 2 equipes: o Schalke 04, onde iniciou a carreira em 1983 e jogaria até 1988, tendo atuado em 157 partidas e marcado 56 gols. No mesmo ano, foi contratado pelo Bayern de Munique, para substituir Lothar Matthäus, recém-contratado pela Inter de Milão. Seu estilo de jogo agradou o técnico Erich Ribbeck, e entre 1989 e 1991, foi tricampeão alemão.
Deixou o Bayern em 1994 com 148 jogos e 30 gols, voltando ao Schalke após ter disputado apenas 15 partidas em sua derradeira temporada com a camisa do time bávaro. Na segunda passagem pelo clube de sua cidade, Thon conquistou mais 2 títulos, na Copa da Alemanha, já na parte final de sua carreira, encerrada em 2002, após uma série de lesões.
Em 2010, virou treinador, tendo comandado o VfB Hüls durante uma temporada.

## Seleção Alemã
Com passagem pelas seleções de base da Alemanha Ocidental entre 1983 e 1985, Thon foi convocado pela primeira vez à eqipe adulta em dezembro de 1984, entrando no jogo frente a Malta, pelas eliminatórias da Copa de 1986, a primeira que disputou. Ele, no entanto, ficou apenas como reserva.
Jogou a Eurocopa de 1988 como titular e também participou da Copa de 1990, tendo começado esta última outra vez como reserva, jogando apenas 2 partidas como titular, contra Holanda e Inglaterra, convertendo o último pênalti de sua equipe na vitória sobre o English Team por 4 a 3.
Na gestão de Berti Vogts, com a Alemanha já reunificada, Thon jogou pouco: foram apenas 5 partidas entre 1992 e 1993, tendo inclusive perdido a Copa de 1994 e as Eurocopas de 1992 e 1996 por lesão. Só voltaria a defender a Nationalelf em 1997, participando de 2 jogos, e foi convocado para a Copa de 1998, sendo titular nos 3 jogos da primeira fase, perdendo a vaga a partir das oitavas-de-final. Deixou a seleção logo após a participação na Copa, encerrando a carreira internacional com 52 partidas e 3 gols marcados.

## Títulos e prêmios
- 52 partidas e quatro gols com a seleção alemã entre 1984 e 1998.
- Campeão Mundial com a Alemanha em 1990.
- Campeão da Copa da UEFA em 1997 com o Schalke 04.
- Campeão alemão em 1989, 1990, e 1994 com o Bayern de Munique.
- Campeão da Copa da Alemanha em 2001 e 2002 com o Schalke 04.
- Campeão da Copa da Liga Alemã em 2001 com o Schalke 04.
- Vice-campeão mundial com a Alemanha em 1986.
- Vice-campeão alemão em 1991 e 1993 com Bayern de Munique e em 2001 com o Schalke 04.